# Bogidiella bermudensis
Bogidiella bermudensis é uma espécie de crustáceo da família Bogidiellidae.
É endémica das Bermudas.